# Die Angst des Tormanns beim Elfmeter
Die Angst des Tormanns beim Elfmeter, conocida como El miedo del arquero al tiro penal en Hispanoamérica y como El miedo del portero ante el penalti en España, es una película alemana dirigida por Wim Wenders, basada en la novela homónima de Peter Handke.

## Sinopsis
El film se basa en la novela policial de Peter Handke que tiene el mismo nombre, Handke cuenta la historia del conocido mecánico y exportero (arquero, guardameta) de fútbol llamado Joseph Bloch; la obra comienza en un autobús que recorre pequeña ciudad de Bierbaum donde trata de reencontrarse con un viejo amigo. Aunque todo acontece durante un partido de fútbol realizado en la ciudad de Viena en el cual Bloch "gana" un objetivo efectivo pero en el cual es expulsado por el árbitro Bloch entonces comienza a deambular por tal ciudad y termina por estrangular a una cajera de cine con la cual ha pasado la noche teniendo relaciones sexuales. Paralelamente a esto, el portero, en lugar de fugarse a un destino desconocido, ha regresado a su ciudad natal y está viviendo a la vista. Él no sabe si la policía lo está buscando en particular, y la policía no está necesariamente buscando a alguien que no está tratando de ocultarse. En este film se explora la monotonía de la existencia del asesino y, al igual que muchas de las películas de Wenders, la abrumadora influencia cultural de Estados Unidos en la postguerra de la República Federal de Alemania.

### Origen del título
A finales de la película, el portero y un vendedor ambulante asisten a un partido de fútbol, y resulta ser testigo de un tiro penal. El portero describe lo que se siente al enfrentarse a una penal: Es una confrontación psicológica entre dos personas (por ejemplo entre el portero y el futbolista pateador del penal) en la que cada uno trata de ser más listo que el otro.

## Cinematografía
La película se rodó en 1971/1972, con Arthur Brauss, Kai Fischer, Bert Fortell y Erika Pluhar.